# Ростовка (Липецкая область)
Ростовка — деревня в Усманском районе Липецкой области России. Входит в состав Пластинского сельсовета.

## География
Деревня находится в юго-восточной части Липецкой области, в лесостепной зоне, в пределах Окско-Донской равнины, к западу от реки Байгоры, на расстоянии примерно 27 километров (по прямой) к северо-востоку от города Усмань, административного центра района. Абсолютная высота — 145 метров над уровнем моря.
Климат
Климат умеренно континентальный с тёплым летом и умеренно холодной зимой. Среднегодовое количество осадков — 511 мм. Максимальное их количество выпадает в период с мая по октябрь. Средняя температура самого холодного месяца (января) составляет −9°С, самого тёплого (июля) — 20°С.
Часовой пояс
Деревня Ростовка, как и вся Липецкая область, находится в часовой зоне МСК (московское время). Смещение применяемого времени относительно UTC составляет +3:00.

## Население
| 2010 | 2011 |
| ---- | ---- |
| 44   | →44  |

Гендерный состав
По данным Всероссийской переписи населения 2010 года в гендерной структуре населения мужчины составляли 50 %, женщины — соответственно также 50 %.
Национальный состав
Согласно результатам переписи 2002 года, в национальной структуре населения русские составляли 100 % из 46 чел.

## Улицы
Уличная сеть деревни состоит из одной улицы (ул. Свободная).